# Hầm Gwangam
Hầm Gwangam (광암터널) là đường hầm nằm ở Hanam, Gyeonggi, Hàn Quốc. Đường hầm là một phần của Đường cao tốc vành đai 1 vùng thủ đô Seoul.
Đường hầm này bao gồm 3 hầm. 2 hầm dẫn đến Giao lộ Pangyo, và được mở cửa lưu thông từ ngày 31 tháng 10 năm 1991. Ban đầu, nó một hầm được thiết kế đi hướng Pangyo, và hầm còn lại đi hướng Guri. Mỗi hầm đều có 2 làn xe. Nhưng sau đó triển khai dự án mở rộng đường giữa giao lộ Pangyo và nút giao Toegyewon, và một hầm mới, gồm có 4 làn xe, mở cửa vào ngày 10 tháng 12 năm 2002. Sau khi mở cửa hầm mới cả hai hầm đều có hai làn xe hướng đi Pangyo. Và hầm mới đi hướng Guri.